# Dmitri Wladimirowitsch Sinizyn
Dmitri Wladimirowitsch Sinizyn (russisch Дмитрий Владимирович Синицын, wiss. Transliteration Dmitrij Vladimirovič Sinicyn; * 29. Oktober 1973 in Swerdlowsk, Sowjetunion) ist ein ehemaliger russischer Nordischer Kombinierer. Sein größter Erfolg war der zweimalige Gewinn der Bronzemedaille bei den Weltmeisterschaften 1999.

## Werdegang
Sinizyn startete für die Moskauer Sportorganisation Dynamo in Jekaterinburg. Sein internationales Debüt gab er am 7. Dezember 1997 im B-Weltcup, wo er im schwedischen Gällivare direkt seinen ersten Sieg feiern konnte. Wenige Wochen später gab er mit einem siebten Platz in Oberwiesenthal sein Weltcup-Debüt. Im Februar 1988 nahm Sinizyn an den Olympischen Winterspielen in Nagano teil und belegte dabei beim Gundersen-Einzelwettkampf mit mehr als zwei Minuten Rückstand auf den Norweger Bjarte Engen Vik einen guten zehnten Rang. Die Saison beendete er auf dem 16. Platz im Gesamtweltcup.
In der Saison 1998/99 erreichte Sinizyn seine größten Erfolge und wurde Zehnter im Gesamtweltcup. Nachdem er bei den Einzelwettkämpfen in Lillehammer und Schonach mit dem vierten Platz das Podium zweimal knapp verfehlt hatte, belegte er bei den Nordische Skiweltmeisterschaften 1999 in Ramsau den dritten Rang und gewann somit die Bronzemedaille. Beim Teamwettbewerb von der Großschanze mit anschließenden 4 × 5 km Langlauf konnte er erneut Bronze gewinnen.
Nachdem er in der Weltcup-Saison 1999/00 die Punkteränge verpasst hatte, trat Sinizyn erneut bei Wettkämpfen des zweitklassigen B-Weltcups an. Auch dort konnte er jedoch keine Podestplätze mehr erreichen, weshalb er 2002 seine internationale Karriere beendete. Auf nationaler Ebene nahm er bis 2005 noch an Wettkämpfen teil. Bei russischen Meisterschaften gewann er insgesamt siebenmal Silber und zweimal Bronze.

## Erfolge

### Olympische Winterspiele
- Nagano 1998: 9. Team, 10. Einzel

### Weltmeisterschaften
- Ramsau 1999: 3. Einzel NH, 3. Team LH, 20. Sprint

### B-Weltcup-Siege im Einzel
| Nr. | Datum             | Ort       | Disziplin |
| --- | ----------------- | --------- | --------- |
| 1.  | 7. Dezember 1997  | Gällivare | Gundersen |
| 2.  | 17. Dezember 1997 | Vuokatti  | Gundersen |
| 3.  | 20. Dezember 1997 | Vuokatti  | Sprint    |

## Statistik

### Weltcup-Platzierungen
| Saison  | Platz | Punkte |
| ------- | ----- | ------ |
| 1997/98 | 16.   | 471    |
| 1998/99 | 10.   | 881    |

### B-Weltcup-Platzierungen
| Saison  | Platz | Punkte |
| ------- | ----- | ------ |
| 1999/00 | 13.   | 138    |
| 2000/01 | 34.   | 059    |